# 神尾村
神尾村（かみおむら）は、熊本県の北部、玉名郡にかつてあった村。

## 歴史
- 1889年4月1日 - 玉名郡志平野村、岩村、大田黒村、津田村、野田村が合併し成立。
- 1955年4月1日 - 玉名郡緑村、春富村と合併し、三加和村となる。